# Campeonato Mundial de Futebol de Salão de 1991
O Campeonato Mundial de Futebol de Salão de 1991, foi a quarta edição do Campeonato Mundial de Futebol de Salão - FIFUSA. Tendo como país sede a Itália. Contou com a presença de 22 países. Portugal foi o grande campeão ao vencer na final a equipe do Paraguai após empate em 1 - 1, venceu nos penaltis por 3 - 2. O Brasil ficou em terceiro lugar e a Bolívia em quarto.

## Final
| 1991 | Portugal | 1 – 1 | Paraguai |  |
|      |          |       |          |  |

|          |       | Penalidades |  |
| Portugal | 3 – 2 | Paraguai    |  |

## Classificação final
| - 1º Portugal - 2º Paraguai - 3º Brasil - 4º Bolívia - 5º Argentina - 6º Espanha | - 7º Venezuela - 8º Tchecoslováquia - 9º Colômbia - 10º Uruguai - 11º Austrália - 12º Porto Rico | - 13º Inglaterra - 14º México - 15º Israel - 16º França - 17º União Soviética | - 18º Canadá - 19º Hungria - 20º Itália - 21º Japão - 22º Estados Unidos |  |

| Campeonato Mundial de Futebol de Salão de 1991 |
| ---------------------------------------------- |
| Portugal 1º título                             |